# Kirche Schönhausen (Mecklenburg)

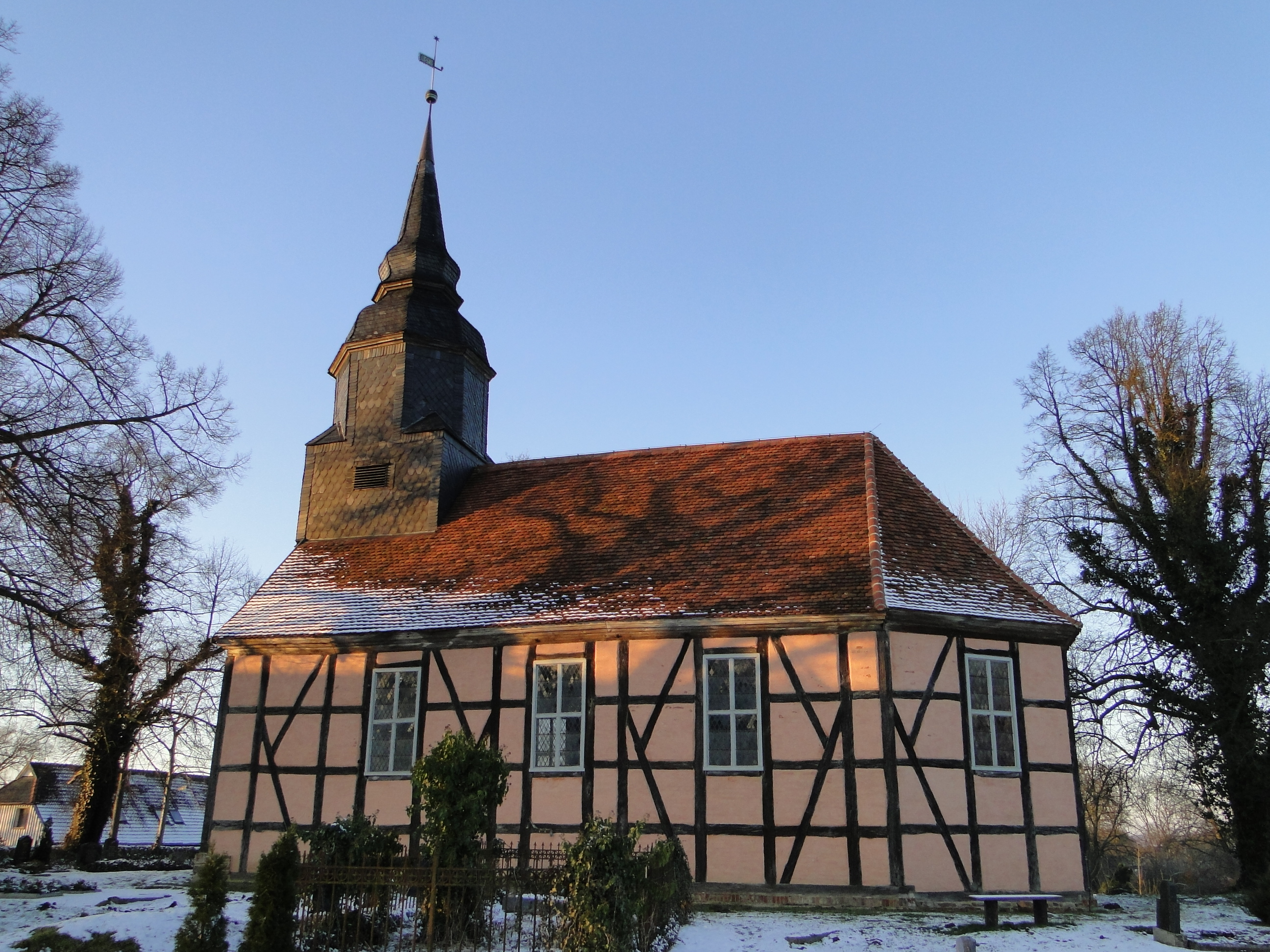
Kirche Schönhausen

Die evangelische Kirche Schönhausen ist eine barocke Fachwerkkirche aus dem Jahr 1727 in Schönhausen, einer Gemeinde im Landkreis Mecklenburgische Seenplatte im Land Mecklenburg-Vorpommern. Die Kirchengemeinde gehört zur Propstei Neustrelitz im Kirchenkreis Mecklenburg der Evangelisch-Lutherischen Kirche in Norddeutschland.

## Lage
Die Landstraße 282 führt als Dorfstraße Schönhausen von Norden kommend in südöstlicher Richtung aus dem Ort. Im historischen Dorfzentrum führt von Westen her die Kreisstraße 109 auf die L 282 zu. Die Kirche steht östlich dieser Kreuzung auf einem Grundstück mit einem Kirchfriedhof, der mit einer Mauer aus unbehauenen und nicht lagig geschichteten Feldsteinen eingefriedet ist.

## Geschichte
Das Bauwerk wurde im Jahr 1727 errichtet.

## Baubeschreibung

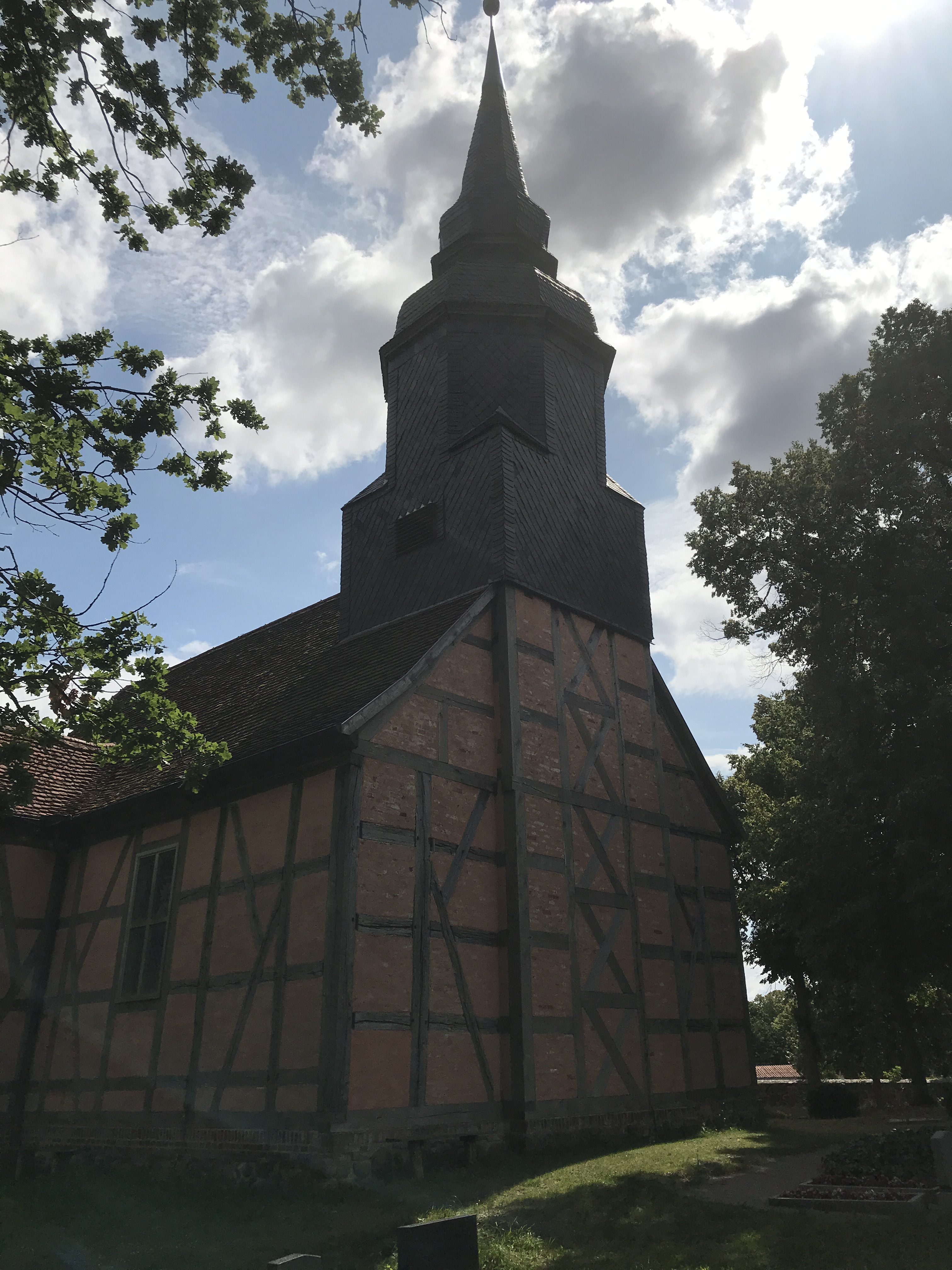
Ansicht von Nordwesten

Das Bauwerk entstand im Wesentlichen aus Fachwerk, wobei das Gefach mit Mauersteinen erstellt und anschließend verputzt wurde. Der Chor ist gerade und besitzt einen dreiseitigen Ostschluss. In jedem der drei Felder ist ein schlichtes und hochrechteckiges Fenster.
Daran schließt sich das Kirchenschiff an. Es hat einen rechteckigen Grundriss und an der Nordseite des Langhauses einen zweigeschossigen Anbau. Dieser kann durch eine hölzerne Pforte von Norden her betreten werden und stellt auch gleichzeitig den einzigen Zugang zum Bauwerk dar. Darüber ist ein schlichtes Fenster, ebenso je zwei weitere Fenster an der West- und Ostseite. Der Giebel ist verbrettert; der Anbau trägt, wie auch das Schiff, ein schlichtes Satteldach. Nach Westen ist am Langhaus ein weiteres Fenster; an der Südseite drei hochrechteckige Fenster.
Die Westwand ist fensterlos und ebenfalls aus Gefach errichtet. Sie springt im mittleren Bereich einige Zentimeter hervor und geht im Satteldach in den quadratischen Kirchturm über. Dort sind an der Nord- und Südseite je eine querrechteckige Klangarkade. Aus dem Aufsatz erhebt sich ein achteckiger Turmhelm, der in eine geschweifte Haube sowie einen weiteren Helm übergeht, der wiederum mit Turmkugel, Wetterfahne und Stern abschließt.

## Ausstattung
Von der bauzeitlichen Ausstattung sind der barocke Kanzelaltar sowie die Herrschaftsloge erhalten geblieben. Im Vorraum des Nordanbaus erinnern insgesamt vier Gedenktafeln an die Gefallenen aus dem Ersten Weltkrieg. Im oberen Geschoss hat die Kirchengemeinde eine Winterkirche eingerichtet. Sie kann über die Patronatsempore an der Nordseite betreten werden. Ihre Brüstung ist mit dem Allianzwappen derer von Rieben verziert. Die Orgel errichtete der Orgelbauer Wilhelm Sauer im Jahr 1840. Das Instrument ist im Jahr 2019 jedoch nicht bespielbar.
Das Bauwerk trägt im Innern eine flache Holztonnendecke mit einer Voute. Auf dem Kirchfriedhof befindet sich ein Grab für vier unbekannte Soldaten aus dem Zweiten Weltkrieg.